# Lorenzo Hammarsköld
 (mai 2019).
Si vous disposez d'ouvrages ou d'articles de référence ou si vous connaissez des sites web de qualité traitant du thème abordé ici, merci de compléter l'article en donnant les références utiles à sa vérifiabilité et en les liant à la section « Notes et références ».
Lorenzo Hammarsköld (né Lars Hammarskjöld, né le 7 avril 1785 – 15 octobre 1827) est un critique et un historien suédois, également poète.